# Rivel
Rivel, auf Okzitanisch und Katalanisch Rivèlh, ist eine französische Gemeinde mit 218 Einwohnern (Stand: 1. Januar 2022) im Département Aude in der Region Okzitanien. Sie gehört zum Kanton La Haute-Vallée de l’Aude und zum Arrondissement Limoux.
Nachbargemeinden sind Sainte-Colombe-sur-l’Hers im Nordwesten, Montbel und Chalabre im Norden, Villefort im Nordosten, Puivert im Osten, Espezel im Südosten, Roquefeuil im Süden, Bélesta im Südwesten und Lesparrou im Westen.

## Bevölkerungsentwicklung
| Jahr      | 1962 | 1968 | 1975 | 1982 | 1990 | 1999 | 2006 | 2015 |
| --------- | ---- | ---- | ---- | ---- | ---- | ---- | ---- | ---- |
| Einwohner | 421  | 365  | 312  | 270  | 233  | 211  | 212  | 196  |